# Turok: Son of Stone
Turok: Son of Stone es una película de animación para adultos, ciencia ficción, acción y aventura estadounidense de 2008 protagonizada por el personaje de Western Publishing del mismo nombre, producida por Classic Media y distribuida por Genius Products.

## Trama
Turok, un guerrero nativo americano, venga la masacre de su familia mientras lucha contra los dinosaurios y otro nativo americano llamado Chichak, que ahora lidera una tribu hostil de hombres de las cavernas.

## Reparto de voces
- Adam Beach como Turok
- Irene Bedard como Catori
- Adam Gifford como Andar
- Cree Summer como Sepinta
- Jay Tavare como Koba
- Mia Crowe como Aniwa
- Robert Knepper como Chichak
- Gil Birmingham como Nashoba
- Rick Mora como Young Turok / Cliff Person
- Iyari Limon como Young Catori
- Matthew Yang King como Young Nashoba / Young Cliff Brave
- Michael Horse como Chief / Lead Raider
- Russell Means como Shaman / Chief Sentry
- Graham Greene como Lost Land Shaman / Elder #1
- Tatanka Means como Bridge Sentry
- Peter Macon como Tower Sentry
- Tom Virtue como Old Man

## Recepción
Geek.com afirmó que "aunque no hay actuaciones dignas de un Oscar, Turok: Son of Stone tiene mucho corazón". Play escribió: "Parece un programa para niños, pero los niños no pueden verlo, y parece una caricatura para adultos pero carece del atractivo visual para atraer a alguien mayor de doce años".